# Edith Summerskill, Baroness Summerskill

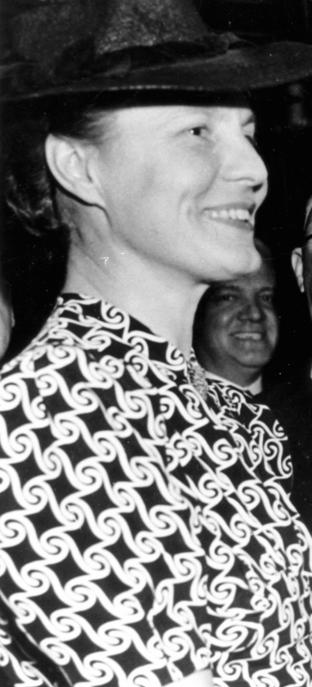
Edith Summerskill, Baroness Summerskill (1944)

Edith Clara Summerskill, Baroness Summerskill CH (* 19. April 1901 in London; † 4. Februar 1980 in Highgate) war eine britische Politikerin der Labour Party.

## Leben
Nach dem Schulbesuch begann die Tochter eines Arztes ein Studium der Medizin am King’s College London und war nach Beendigung des Studiums 1924 als Ärztin am Charing Cross Hospital in London tätig.
Ihre politische Laufbahn begann sie in der Kommunalpolitik als sie 1934 für die Labour Party zum Mitglied des Rats der Grafschaft Middlesex gewählt wurde und diesem bis 1941 angehörte. Zu dieser Zeit kandidierte sie sowohl 1934 im Wahlkreis Putney als auch 1935 im Wahlkreis Bury erfolglos für einen Sitz im Unterhaus (House of Commons). 1938 wurde sie schließlich als Kandidatin der Labour Party in das Unterhaus gewählt und vertrat dort bis 1955 den Wahlkreis Fulham West.
Während der 1930er Jahre gehörte sie zu den Gründern der Socialist Health Association, die 1948 die Gründung des National Health Service vorantrieb. Darüber hinaus trat sie während des Zweiten Weltkrieges für die Gleichstellung von Männern und Frauen in der British Home Guard ein.
1945 wurde sie Parlamentarische Sekretärin im Ernährungsministerium und übernahm damit ihr erstes Regierungsamt in der Regierung von Premierminister Clement Attlee. Am 28. Februar 1950 wurde sie im Rahmen einer Regierungsumbildung Ministerin für die National- und Sozialversicherung und behielt dieses Amt bis zum Ende von Attlees Amtszeit im Oktober 1951.
Später war sie zwischen 1954 und 1955 Geschäftsführende Vorsitzende (Chairwoman) der Labour Party. In dieser Funktion begleitete sie im August 1954 Clement Attlee, nunmehr Führer der Opposition, auf einer Reise in die Sowjetunion, wo sie vom Ministerpräsidenten der UdSSR, Georgi Maximilianowitsch Malenkow, empfangen wurden. 1955 wurde sie nach der Auflösung ihres Wahlkreises wiederum ins Unterhaus gewählt und gehörte diesem bis 1961 für den Wahlkreis Warrington an. Kritik von der Conservative Party erntete sie 1957, als sie sich auf einer Reise nach Ägypten als Norwegerin ausgab, weil sie sich als Engländerin geschämt hätte. Daraufhin bekam sie von den Tories den Spitznamen „Miss Norway“.
Nach ihrem Ausscheiden aus dem Unterhaus wurde sie 1961 als Life Peer mit dem Titel Baroness Summerskill, of Kenwood in the County of London, in den Adelsstand erhoben und gehörte damit bis zu ihrem Tode dem Oberhaus (House of Lords) an. Außerdem wurde sie 1966 mit dem Order of the Companions of Honour ausgezeichnet.
Ihre Tochter Shirley Summerskill war ebenfalls langjährige Abgeordnete des Unterhauses. Ihr Enkel Ben Summerskill ist seit 2004 Vorsitzender von Stonewall, der bekanntesten und bedeutendsten Lesben, Schwule, Bisexuelle und Transgender-Organisation im Vereinigten Königreich.

## Veröffentlichungen
- Babies without Tears (1941)
- Wanted—babies: A trenchant examination of a grave national problem (1943)
- Letters to my Daughter (1957)
- The Ignoble Art (1957)
- A Woman’s World: Memoirs (1967)